# Verlag Dashöfer
Společnost Verlag Dashöfer je mezinárodní nakladatelství. Mateřská společnost Verlag Dashöfer byla založena v roce 1989 v Hamburku. Původně německé nakladatelství působí na českém trhu od roku 1992 a je součástí mezinárodní skupiny Verlag Dashöfer s pobočkami v Německu, Slovensku, Maďarsku, Polsku, Portugalsku, Slovinsku a dalších zemích.

## Obory
Nakladatelství se zabývá vydáváním odborné literatury se zaměřením na obory:
- Právo a řízení
- Daně a účetnictví
- Mzdy a personalistika
- Obce a školství
- Nezisková sféra
- Zdravotnictví
- Stavebnictví
- Výroba a doprava
- BOZP a ekologie
- Počítače

## On-line odborné databáze a portály
Hlavním zaměřením nakladatelství jsou on-line databáze –od obecnějších a obsáhlejších (např. pro obor daní a účetnictví) po konkrétní (např. pro obor péče o seniory). Obsah databází je denně aktualizován odborníky na danou problematiku, čímž je garantována aktuálnost a správnost.
Odborné databáze jsou postaveny na 3 základních pilířích (GRÓ):
1. Garance aktuálnosti a správnosti
2. Rychlost vyhledávání
3. Odpověď na jakýkoliv odborný problém

## Vzdělávací akce
Vedle klasických prezenčních seminářů a in-house seminářů organizuje firma také konference, certifikované vzdělávací kurzy, on-line semináře, on-line videa a videosemináře. Přednášejícími jsou odborníci z praxe, kteří zaručují kvalitní a aktuální informace. Cílem je poskytnout veškeré potřebné informace pro kvalifikovaná obchodní rozhodnutí.